# 叶向东
叶向东（1963年—），男，安徽人，中国数学家，中国科学技术大学数学系教授，中国科学院院士，教育部长江学者特聘教授。曾任中国科学技术大学党委副书记、副校长、纪委书记。亦為安徽省第十届政协委员、第十届中国数学会常务理事、安徽省数学会副理事长。

## 奖项和荣誉
2013年荣获中国数学会第十四届陈省身数学奖。
2018年荣获国家自然科学二等奖（与黄文、邵松合作）
2019年当选为中国科学院院士。